# Lacenaire (film)
Pour plus de détails, voir Fiche technique et Distribution.
Lacenaire est un film français réalisé par Francis Girod, sorti en 1990.

## Synopsis
Dans une cellule, Pierre François Lacenaire vit ses derniers jours en attendant la guillotine. Il reçoit divers visiteurs : son ami intime et complice, Avril, deux phrénologues venus étudier le crâne d'un grand criminel, sa maîtresse Ida, l'écrivain et journaliste Arago, le chef de la Sûreté Allard, avec lesquels il évoque son étrange destinée. Enfant, il a souffert du manque d'amour d'une mère qui préférait son frère. Il découvre peu à peu le chemin du mal. Parti de petits larcins, c'est à l'armée qu'il franchit le pas du meurtre en se vengeant d'un tricheur, il est incarcéré pour escroqueries et en profite pour y recruter des hommes de main, dont Avril et le jeune et naïf Baton. Avec ceux-ci, il monte des coups de plus grande envergure.

## Fiche technique
- Titre : Lacenaire
- Réalisation : Francis Girod
- Scénario : Georges Conchon et Francis Girod, librement inspiré des « Mémoires » de Lacenaire
- Dialogues : Georges Conchon
- Images : Bruno de Keyzer
- Musique : Laurent Petitgirard
- Décorateur : Jacques Bufnoir
- Costumes : Yvonne Sassinot de Nesle
- Montage : Geneviève Winding
- Ingénieur du son : André Hervé
- Producteur délégué : Ariel Zeitoun
- Production : Partner's Production — UGC — Ciné 5 — Hachette Première
- Lieux de tournage : Paris, Coye-la-Forêt, et Nointel
- Genre : drame biographique.
- Durée : 125 minutes
- Date de sortie : 
  -  France : 19 décembre 1990

## Distribution
- Daniel Auteuil : Pierre-François Lacenaire
- Jean Poiret : Pierre Allard, chef de la Sûreté
- Jacques Weber : Jacques Arago
- François Périer : Le père de Lacenaire
- Geneviève Casile : La mère de Lacenaire
- Jean Davy : Alphonse Damoiseau
- Jacques Duby : Marmignat
- Paul Le Person : Vigouroux
- Maïwenn Le Besco : Hermine
- Jacques Sereys : Pertuizet
- Rufus : Louis Canler
- Gérard Desarthe : Professeur Tonnelier
- Jean-Damien Barbin : Baton
- Marie-Armelle Deguy : Princesse Ida
- Samuel Labarthe : L'abbé de Lusignan
- Jean-Pierre Miquel : Le président du tribunal
- Jean-Paul Muel : Poulaillon
- Patrick Pineau : Avril
- Aurélien Recoing : François
- Yves Dangerfield : Docteur Brianchon
- Jean-Michel Ribes : Lebel
- Daniel Mesguich : Le mari d'Ida
- François-Régis Bastide : Le supérieur
- Claude Makovski : L'avocat général
- Maurice Bernart : Lambolley
- Michel Vocoret : Le gros
- Gérald Calderon : May père
- Henri Lanoë : Le premier nabab
- Jean-Luc Douin : Le prêtre de la prison
- Bertrand Van Effenterre : Degroot
- Henri Colpi : Le responsable de la prison
- Olivier Barrot : L'avocat de la défense
- Philippe Uchan : Douchy
- Marcel Bozonnet
- Thomas Couturier
- Jean-Gael Emptaz Collomb
- François Borysse : Chabrol
- René Bouloc
- Etienne Pommeret
- Marc Chouppart
- Christophe Brault
- Luce Mouchel
- Véronique Widock
- Michel Parier
- Vincent Solignac
- Gilles Brissac
- Bernard Bireaud
- François Kergourlay
- Jean-Patrick Lebel : Le capitaine
- Jean-Bernard Feitussi: L'associé de Douchy
- Jean-Claude Bourdaleix
- Joël Lefrançois
- Thierry de Carbonnières
- Guy Dhers
- Dominique Ollivier
- Jean-Pierre Honoré
- Nicolas Lormeau
- Jean-Marc Davidoff
- Annie Savarin : La grosse femme
- Dominique Marcas
- Isild Le Besco : Hermine (8 ans) (non créditée)
- Christian Paleau